# Psaliodes mediata
Psaliodes mediata är en fjärilsart som beskrevs av Louis Beethoven Prout. Psaliodes mediata ingår i släktet Psaliodes och familjen mätare. Inga underarter finns listade i Catalogue of Life.